# Tsitaxaxi
Tsitaxaxi (Ciidaxaxi; Spotted Tail), Pjegavi rep bio je komični junak Hidatsa folklora. Kao rođak Prvostvaratelja, imao je suparnički, ali dobrodušan odnos s bogom stvoriteljem, u kojem su se šalili i pokušavali jedan drugoga nadmašiti; to se smatralo osnovom stvarnog "šaljivog odnosa" koji su neki rođaci iz klana imali jedni s drugima u društvu Hidatsa. Priče o Pjegavom repu i Prvotvorcu (Itsikamahidis) često su bile duhovite prirode, ali ne skandalozne ili mračne poput nekih Siouanskih priča o prevarantima.